# Leroy Chiao
Leroy Chiao (Milwaukee, 28 de agosto de 1960), é um astronauta norte-americano que participou de missões a bordo de ônibus espaciais e da Estação Espacial Internacional.
Sua família tem ascendência chinesa.

## Educação
Em 1983 recebeu diploma de bacharelado em engenharia química da Universidade da Califórnia, Berkeley. Também tem título de mestre e doutorado em engenharia química pela Universidade da Califórnia, Santa Bárbara, obtidos em 1985 e 1987, respectivamente.

## Experiência
Trabalhou na empresa Hexcel Corporation em Dublin, Califórnia, entre 1987 e 1989, onde esteve envolvido em processos, manufatura e pesquisa de engenharia de materiais aeroespaciais.
Foi selecionado pela NASA em janeiro de 1990 e tornou-se um astronauta em Julho de 1991. Foi qualificado para ser especialista de missão em voos espaciais. Um veterano de três voos espaciais, Chiao voou nas missões STS-65 em 1994, STS-72 em 1996 e STS-92 em 2000, quando completou mais de 36 dias e 12,5 horas no espaço, incluindo mais de 26 horas de Atividades extra-veiculares em quatro caminhadas espaciais.
Em 2005, Chiao foi indicado como comandante e oficial de Ciência da NASA na Expedição 10, que foi lançada a bordo da espaçonave Soyuz TMA-5 em 14 de outubro de 2004, passando mais 192 dias em órbita ao lado do cosmonauta russo Salijan Sharipov.
Chiao tem mais de 229 horas no espaço e como piloto tem mais de 2500 horas de voo em diversos tipos de aeronaves.